# 杜米特鲁·拉杜·波佩斯库
杜米特鲁·拉杜·波佩斯库（羅馬尼亞語：Dumitru Radu Popescu；1935年8月19日—2023年1月2日），小说家，罗马尼亚共产党中央政治执行委员会候补委员，罗马尼亚作家联盟主席。

## 生平
- 1935年，出生于比霍尔县诺若里德乡珀乌沙村的教师家庭。
- 1942年，在梅赫丁茨县丹切乌村读小学，
- 1946年，在奥拉迪亚市读中学，
- 1949年，在奥拉迪亚市读高中。
- 1953年，在克卢日-纳波卡的克卢日医药大学学习医学，
- 1956年，弃医从文。
- 1956年，在克卢日维克托·巴贝什大学语言学院学习语言学，在《明星》文学杂志任校对、记者和编辑。
- 1961年，加入罗马尼亚工人党（1965年改称罗马尼亚共产党）。
- 1969年，为罗马尼亚共产党中央委员会候补委员。
- 1970年，任克卢日《论坛》杂志主编。
- 1972年，当选为罗马尼亚作家联盟会员。
- 1974年，为罗共中央候补委员。
- 1975年，任克卢日-纳波卡市作家联盟书记、罗马尼亚作家联盟领导成员。
- 1977年，任罗马尼亚作家联盟副主席。
- 1979年，为罗马尼亚共产党中央委员会委员。
- 1981年，为罗马尼亚作家联盟执行局委员、联盟主席。
- 1982年，任《当代》杂志主编。
- 1984年，为罗共中央委员。
- 1987年，任罗马尼亚社会主义文化和教育委员会执行局成员。
- 1997年，为罗马尼亚科学院通讯院士。
- 2006年，为罗马尼亚科学院院士、罗马尼亚科学院出版社总经理和科学社论委员会副主席。

## 著作

### 散文
- 《风雅》（1958）
- 《来自南方的女孩》（1964）
- 《昏睡的土地》（1965）
- 《怀念》（1966）
- 《阳伞》（1967）
- 《太小了这么大的一场战争》（1969）
- 《轻轻的安娜塔西亚走了》（1967）
- 《白雨》（1971）
- 《苹果车》（1974）
- 《蓝狮》（1974）
- 《格兰玛星河》（1984）
- 《杜鲁门·卡波特和尼古拉·茨克》（1995）
- 《复杂的奥菲莉亚》（1998）
- 《哈姆雷特王子剧院的演员》（1999）
- 《莎士比亚的桑树》（2000）
- 《卡拉贾莱的猎枪》（2003）
- 《每周的一千零一夜》（2004）
- 《斯特凡大公》（2005）
- 《大象挥动蜘蛛网》（2007）
- 《魔鬼或时间的形而上学》（2008）
- 《英文书信》（2009）
- 《歌剧，我和他》（2010）
- 《清除八月》

### 小说
- 《一周之日》（1959）
- 《奥尔特尼亚人的夏天》（1964）
- 《F》（1969）
- 《皇家狩猎》（1973）
- 《Cei doi din dreptul Ţebei》（1973）
- 《给我的马儿一杯啤酒》（1974）
- 《超越时间的降雨》（1976）
- 《云中之王》（1976）
- 《生活与工作的钛铁试剂第一部：跛脚兔子》（1980）
- 《生活与工作的钛铁试剂第二部：冰桥》（1982）
- 《天使之城》（1985）
- 《上帝在厨房》（1994）
- 《保罗和弗朗西斯和第十三使徒》（1998）
- 《蜜蜂的一周》（1999）
- 《该隐的下巴》（2001）
- 《铁杜鹃和分级的天堂》（2004）
- 《一周之夜》（2005）
- 《父亲的浪子归来》（2008）
- 《撒克逊牧师》（2010）

### 戏剧
- 《母亲》（1960）
- 《夏季不可能的爱情》（1966）
- 《可见》（1968）
- 《凯撒，小丑海盗》（1968）
- 《陷阱》（1968）
- 《梦》（1968）
- 《那些悲伤的天使》（1969）
- 《除夕夜的猫》（1971年）
- 《夏园中的矮人》（1973）
- 《莎士比亚鸟》（1973）
- 《山》（1977）
- 《特兰西瓦尼亚守财奴的墓中马的骨骼的骨骼学研究》（1979）
- 《储备鹈鹕》（1983）
- 《砂仓库的守卫》（1984）
- 《磨粉机》（1988）
- 《达尔巴流浪者》
- 《守财奴骑士的贪婪》
- 《火药工厂》
- 《新娘的睫毛》
- 《多瑙河的手帕》
- 《唱片骑师的祈祷》
- 《菲利波·里皮神父和卢克蕾西娅·布提修女》（2002）
- 《蝴蝶先生和蝴蝶夫人或天堂》（2006）

### 电影剧本
- 《在炎炎夏日之中微笑》（1963）
- 《太小了这么大的一场战争》（1969）
- 《警告》（1974）
- 《轻轻的安娜塔西亚走了》（1979）
- 《猎狐者》（1980）
- 《贝瑞》（1983）
- 《白色蕾丝连衣裙》（1989）
- 《白色蕾丝连衣裙》（1989）
- 《比萨斜塔》（2002）
- 《“15”》（2005）

### 诗集
- 《狗磷》（1981）
- 《逗号》（1978）